# NGC 1664
NGC 1664 (بالإنجليزية: NGC 1664)‏ الذي يرمز له بالرمز NGC 1664، وOCl 411.0، هو عنقود نجمي، في كوكبة ممسك الأعنة.

## الاكتشاف
اكتشف في 24 أكتوبر 1786، بواسطة ويليام هيرشل.